# Canterbury Tales (Caravan-1994)
Canterbury Tales is het vierentwintigste album van de Britse progressieve rockband Caravan. Het is een verzamelalbum met twee cd’s met werk uit de periode van 1968 tot en met 1975. Het is het derde album dat onder de naam Canterbury Tales verschijnt.

## Tracklist
1. Place of My Own
2. Magic Man (van 'Caravan')
3. Hello Hello
4. If I Could Do It All Over Again, I'd Do It All Over You
5. And I Wish I Were Stoned/Don't Worry
6. For Richard (van 'If I Could Do It All Over Again...')
7. Love to Love You
8. Golf Girl
9. Nine Feet Underground (van 'In the Land of Grey and Pink')
10. Songs and Signs
11. The World is Yours (van 'Waterloo Lily')
12. Memory Lain, Hugh
13. Headloss
14. The Dog, the Dog, He's At It Again
15. Be All Right/Chance of a Lifetime
16. L'Auberge du Sanglier/A Hunting We Shall Go/Pengola/Backwards/A Hunting We Shall Go (Reprise) (van 'For Girls Who Grow Plump in the Night')
17. The Love in Your Eye
18. For Richard (van 'Caravan and the New Symphonia')
19. Stuck in a Hole
20. Lover/No Backstage Pass
21. The Show of Our Lives (van 'Cunning Stunts')